# Mont Dolent
Mont Dolent är ett 3 820 meter högt berg på gränsen mellan Frankrike, Italien och Schweiz. Själva trelandspunkten ligger på 3 749 meters höjd mindre än 100 meter nordväst om toppen. Det bestegs första gången den 9 juli 1864 av A. Reilly och Edward Whymper samt guiderna Michel Croz, H. Charlet och M. Payot.
1954 restes en staty av jungfru Maria på bergets topp av Valais ungdom.

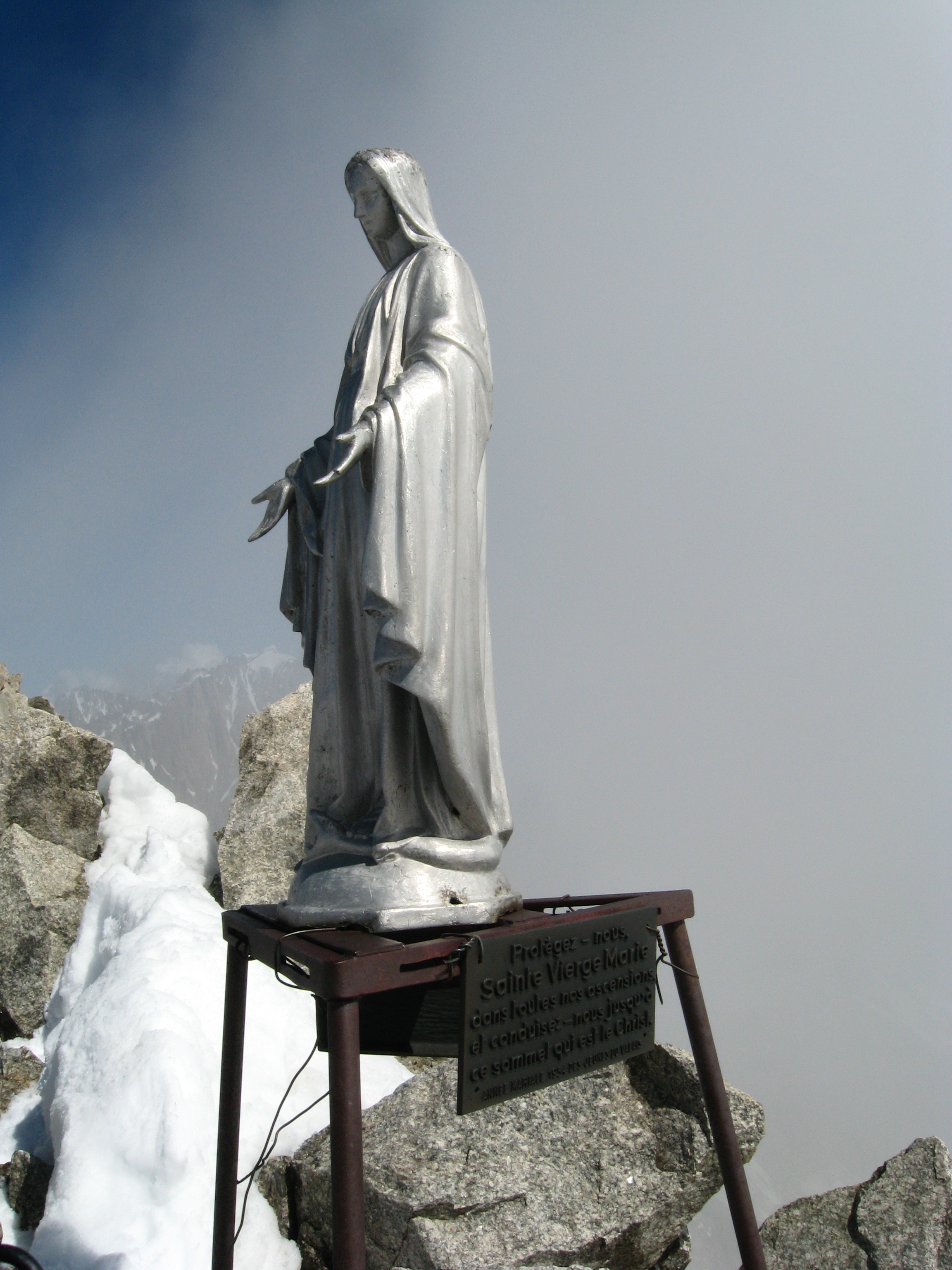
Statyn av jungfru Maria på Mont Dolents topp.